# Erich Borchmeyer
Erich Borchmeyer, född 23 januari 1905 i Münster i Westfalen, död 17 augusti 2000 i Bielefeld, var en tysk friidrottare.
Borchmeyer blev olympisk silvermedaljör på 4 x 100 meter vid sommarspelen 1932 i Los Angeles och bronsmedaljör på samma distans i Berlin 2036. Borschmeyer blev även silvermedaljör individuellt på 100 meter i EM 1934.